# Benito Juárez (Acatlán)
Benito Juárez es una localidad de México perteneciente al municipio de Acatlán en el estado de Hidalgo.

## Geografía
Se encuentra entre la región del Valle de Tulancingo, le corresponden las coordenadas geográficas 20° 08’ 21.856” de latitud norte y 98° 26’ 57.863” de longitud oeste, con una altitud de 2158 m s. n. m.  Con un clima semiseco templado.
En cuanto a fisiografía se encuentra dentro de la provincia del Eje Neovolcánico dentro de la subprovincia de Llanuras y Sierras de Querétaro e Hidalgo; su terreno es de lomerio. En lo que respecta a la hidrología se encuentra posicionado en la región del Pánuco, en la cuenca del río Moctezuma, en la subcuenca del río Metztitlán.

## Demografía
En 2020 registro una población de 754 personas, lo que corresponde al 3.39 % de la población municipal. De los cuales, 370 son hombres y 384 son mujeres. Tiene 201 viviendas particulares habitadas.
| Gráfica de evolución demográfic de Benito Juárez entre 1970 y 2020                           |
|                                                                                              |
| Población de los censos y conteos del Instituto Nacional de Estadística y Geografía (INEGI). |